# Claes-Göran Wahlström
Claes Göran Wahlström, född 24 oktober 1956 i Breds församling, Uppsala län, är en svensk fysiker.

## Biografi
Wahlström disputerade 1986 vid Lunds universitet där han senare blivit professor. Hans forskningsinriktning är atomfysik, och han var bland annat verksam i att bygga upp en anläggning för experiment med högeffektlaser i Lund.
Walhström invaldes 2010 som ledamot av Kungliga Vetenskapsakademien.
Wahlström är gift med nobelpristagaren Anne L'Huillier.